# Fût (bière)
Pour les articles homonymes, voir Fût et Fut.
 (avril 2021).
Si vous disposez d'ouvrages ou d'articles de référence ou si vous connaissez des sites web de qualité traitant du thème abordé ici, merci de compléter l'article en donnant les références utiles à sa vérifiabilité et en les liant à la section « Notes et références ».

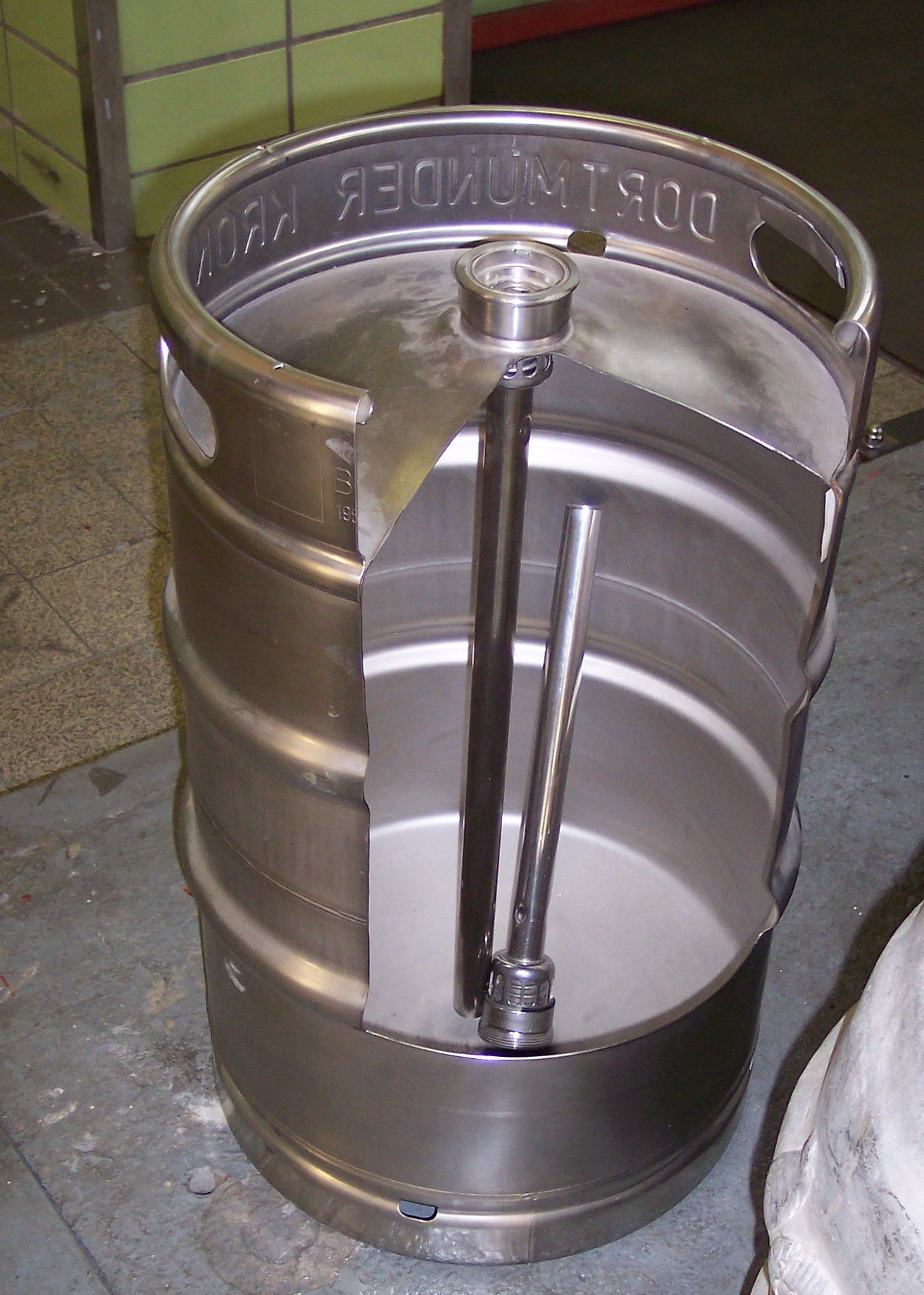
Vue en coupe d'un fût

Le fût ou fut est le contenant réutilisable, généralement en acier inoxydable, (l'aluminium recouvert d'une résine était utilisé auparavant) qui permet de transporter la bière en grande quantité depuis la brasserie jusqu'au débit de boisson, où il sera « percé » c'est-à-dire raccordé sur une « pompe », en fait une simple vanne reliée au gaz, afin de servir la bière dans de bonnes conditions. 
L'expression mettre un fût en perce est hérité de l'histoire ou l'on perçait véritablement un fût de vin pour le déguster. La pompe à bière a gardé le nom d'un appareil ancien qui permettait d'extraire la bière, avant l'utilisation d'un gaz sous pression. Cette technique a répandu l'usage dans les bars de l'expression  « bière pression ».

## Gazéification
Le gaz utilisé est du CO2, totalement isolé ne présente donc aucun danger d'explosion. Seul le risque de décompression brusque du gaz contenu dans la bonbonne est à prendre en compte lors de la manipulation de tels dispositifs. Certaines bières demandent d'autres gaz, tel l'azote pour la Guinness.

## Capacités
Les fûts utilisés présentent en général une contenance de 30 ou 50 litres, les petits étant plutôt utilisés pour les bières spéciales. En effet, la durée de conservation de la bière dans le fût, une fois celui-ci percé, est limitée et une contenance exagérée conduirait à gâcher la bière qui n'aurait pu être consommée à temps.
Il existe également des mini-fûts de 4, 5 ou 6 litres environ à usage unique qui permettent de savourer une bière à la pression entre amis à domicile.
La futaille est le nom féminin du fût et peut désigner un ensemble de fûts.
| Contenance       | Fût norme allemande (DIN) | Fût norme européenne |
| ---------------- | ------------------------- | -------------------- |
| 50 l (13.21 gal) | 600 mm x 381 mm ø         | 532 mm x 408 mm ø    |
| 30 l (7.93 gal)  | 400 mm x 381 mm ø         | 365 mm x 408 mm ø    |
| 25 l (6.61 gal)  | -                         | 327 mm x 395 mm ø    |
| 20 l (5.16 gal)  | 310 mm x 363 mm ø         | 216 mm x 395 mm ø    |